# Amada García Rodríguez
Amada García Rodríguez (Mugardos, 1909 - Ferrol, 27 de enero de 1938) fue una militante comunista de la villa gallega de Mugardos. Detenida durante la guerra civil española cuando estaba embarazada, después de tener a su hijo fue fusilada por militares sublevados en el castillo de San Felipe junto a otras siete personas.

## Mujer, joven, y militante comunista
Amada García era una joven militante del Partido Comunista en Mugardos, Ría de Ferrol, Galicia. Activa en su militancia, protagonizaba acciones raramente asumidas por mujeres, lo que provocaba escándalo en los sectores reaccionarios de la sociedad.

## Golpe de Estado y represión
El acceso al poder por parte de los falangistas y militares, protagonistas del golpe de Estado liderado por el general Franco en 1936, dio paso a un plan de represión en Galicia, como ocurrió de manera dura y extensa en la comarca de Ferrol. Centenares de personas murieron sin juicio ni procedimientos legales, por razones políticas.

## Detención y muerte

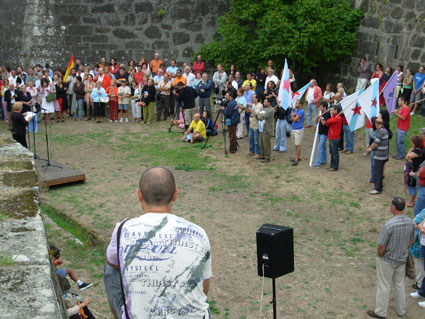
Vista parcial del acto de homenaje, en agosto de 2006, a las víctimas del franquismo fusiladas en los muros del castillo de San Felipe, en la ría de Ferrol.

Amada fue detenida cuando estaba embarazada, lo que hizo que más tarde el consejo de guerra aplazara la aplicación de la sentencia de muerte, a la que fue condenada, hasta el nacimiento de su hijo Gabriel. Estuvo confinada en la Cárcel de Mujeres de Ferrol hasta que dio a luz, despés el 31 de octubre de 1937 fue trasladada al "Hospital de Caridad de Ferrol", donde parió. Ochenta y ocho días después, el 27 de enero de 1938, fue conducida al Castillo de San Felipe, una prisión militar en las márgenes de la ría de Ferrol. Allí fue ejecutada por un pelotón de fusilamiento, el 27 de enero de 1938; el mismo día también fueron ejecutados, en ese lugar, otras siete personas de la misma comarca: Juan José Teixeiro Leira, José María Montero Martínez, Ángel Roldos Gelpi, Antonio Eitor Caniça, de Mugardos, Ramón Rodrigues Lopes, Jaime Gonçales Peres, de Ares y Germán Lopes García, de Cabanas.
El consejo de guerra al que fue sometida tenía irregularidades, como declaraciones falsas firmadas por testigos analfabetos; y amenazas y multas a los testigos de la defensa. Fuentes orales dijeron que hubo un movimiento de solidaridad entre los presos para evitar el fusilamiento de la joven mugardesa.

## Amada García en la memoria histórica de Galicia
Su hija mayor tomó los hábitos y se hizo monja, mientras que el recién nacido, Gabriel fue entregado a su abuelo y criado, posteriormente, por Antonio Valerio Cabral y Mercedes García Rodríguez. Una hermana de Amada, ingresó en el Monasterio de Eiris (como monja de clausura en las Carmelitas Descalzas), mientras que una amiga de la madre, María José Leira, abandonó Galicia después de serle conmutada su pena de muerte por tener una bandera comunista; y ser fusilado el marido, un maestro de escuela de la comarca. 
El hijo de Amada, Gabriel, visita anualmente el muro del castillo, donde fusilaron a su madre, continuando la denuncia y difundiendo lo acontecido, además de la falta de reconocimiento de las instituciones actuales para las víctimas del fascismo en Galicia.